# Яким ви мене хочете?
Яким ви мене хочете? (англ. How Do You Want Me?) — британська ситуаційна комедія, створена компанією Kensington Films & Television, написана Саймоном Наєм та зрежисована Джоном Гендерсоном.

## Сюжет
Ділан Моран грає наївного міського чоловіка, Іяна Лайонса, який вирішив втекти з сільською дівчиною, Лісою Ярдлі (Шарлотта Коулман). На початку шоу, після року проживання в Лондоні, вони переїжджають до села Сноул, де її неприязний батько (Френк Фінлей) розводить домашніх індичок. Він, як і більшість сім'ї Ліси (куди також входять Емма Чамберз в ролі сестри та Пітер Серафіновіч в ролі невихованого брата) недолюблюють Іяна, тому переважна частка комедійності береться з того, як Іян порається з життям з сім'єю своєї дружини та сільським життям в цілому. Справи Іяна ускладнено ще й тим, що колишній хлопець Ліси Дерек (Марк Гіп) все ще має до неї почуття. 
Назва кіносеріалу є посиланням на справу, до якої в селі взявся Іян після купівлі бізнесу місцевого фотографа, попри цілковиту відсутність навичок в фотогалузі (до переїзду він керував комедійним клубом в Лондоні). Фотографування відіграє важливу роль впродовж сюжету; на початку першого сезону Іяна та Лісу фотографують на фоні сільської церкви; згодом стає зрозуміло, що цю подію організувала родина Ліси через обурення їхньою втечею та одруженням закордоном до початку сезону. Іян вперше усвідомлює масштаб незадоволення ним з боку її сім'ї наприкінці першої серії, коли бачить, що мама Ліси вирізає його з весільних фото. В подальших серіях фотографування знову відіграє важливу роль, в тому числі в серії, де фото оголеної Ліси, після того, як їх знаходять її брат з друзями, розповсюджують на все село. Ще одна серія розповідає про те, як сестра Ліси звертається до Іяна за фотосесією та розчаровується в його здатності сфотографувати її гламурною та привабливою. Протягом всього серіалу періодично проскакує жарт про те, як Іян хоче зробити книжку з фото пожежних станцій Великої Британії.
Другий сезон закінчується тим, що Іян з Лізою сидять в своєму авто та вирішують, чи покидати село; Іян більше не в змозі терпіти ворожість Лізиної сім'ї, проте Ліза не хоче повертатись назад до Лондона.
3 липня 2006 року "Яким ви мене хочете?: Повна збірка" вийшла на DVD-носії у Великій Британії.
В 2010-му, Ґардіан присвоїв кіносеріалу 14-те місце в своєму списку "50 найкращих кінодрам всіх часів".

## Акторський склад
- Ділан Моран — Іян Лайонс
- Шарлотта Коулман — Ліса Лайонс
- Френк Фінлей[en] — Астлі Ярдлі
- Емма Чамберз — Гелен Ярдлі
- Пітер Серафіновіч[en] — Дін Ярдлі
- Даяна Ферфекс — Пем Ярдлі
- Саймон Бейтсон — Воррен Ярдлі
- Марк Гіп[en] — Дерек Ф'ю
- Клайв Меррісон — Норрісвуд
- Жеральдін МакНалті — Онор Дікон

## Список серій
Яким ви мене хочете? мав два сезони, які транслювали в 1998 та 1999 роках, по шість серій в кожному.

### Сезон 1
Перший сезон транслювали у 1998 році з 24 лютого по 31 березня щовівторка о десятій вечора.
1. Ніхто не чує твого крику
2. Ніякий, але не зовсім
3. Потворний
4. Гав!
5. Таємний світ сільських пожежних станцій
6. Сарделька, кулька, дупа.

### Сезон 2
Другий сезон транслювали у 1999 році з 10 листопада по 22 грудня щосереди о десятій вечора.
1. Біле лобкове волосся
2. Я не пияк
3. Модуль ню моделювання
4. Кепські будівельники
5. На старт, увага, вбий!
6. Радощі сільського життя

## Зовнішні посилання
- Яким ви мене хочете? на сайті IMDb (англ.)
- Яким ви мене хочете? на British Comedy Guide